# Текома
Текомата (Tecoma) или текомарията, е род растения от семейство Bignoniaceae. Представлява пълзяща лиана или увивен храст, с вечнозелени, насрещно разположени и перести листа с големина около 15 cm, назъбени и с дължина около 5 cm. През есента и зимата растението цъфти с ярко червено-оранжеви до алени цилиндрични цветове, с големина до 5 cm. Ако е подрязана във формата на храст, текомарията може да достигне 3 или повече метра на височина и до 1,5 m на широчина. Ако се остави да се развива като катерещо растение, може да покрие на височина стени от седем и повече метра. Както почти всички култивирани растения и тук има доста хибриди. Един от тях е Apricot – по-малък и по-компактен, с оранжеви цветове. Друг култивиран вид, който се търси много е Aurea, цъфти с жълти цветове.

## Видове
- Tecoma arequipensis (Sprague) Sandwith
- Tecoma capensis (Thunb.) Lindl.
- Tecoma castanifolia (D.Don) Melchior
- Tecoma cochabambensis (Herzog) Sandwith
- Tecoma fulva (Cavanilles) D.Don
- Tecoma garrocha Hieronymus
- Tecoma guarume DC.
- Tecoma nyassae Oliv.
- Tecoma rosifolia Humboldt, Bonpland & Kunth
- Tecoma sambucifolia Humboldt, Bonpland & Kunth
- Tecoma stans (L.) Juss. ex Humboldt, Bonpland & Kunth
- Tecoma tanaeciiflora (Kränzlin) Sandwith
- Tecoma tenuiflora (DC.) Fabris

### Галерия
| Илюстрация | Име                                                           | Подвидове | Разпространение       |
| ---------- | ------------------------------------------------------------- | --- | --------------------- |
|            | Tecoma beckii J.R.I.Wood                                      | | Боливия               |
|            | Tecoma capensis (Thunb.) Lindl. – Cape honeysuckle            | | Южна Африка           |
|            | Tecoma castanifolia (D.Don) Melch. – Chestnutleaf trumpetbush | | Еквадор, Перу         |
|            | Tecoma fulva (Cavanilles) D.Don                               | - Tecoma fulva subsp. fulva - Tecoma fulva subsp. altoandina J. R. I. Wood (Боливия) - Tecoma fulva subsp. arequipensis (Sprague) J.R.I.Wood - Tecoma fulva subsp. garrocha (Hieron.) J.R.I.Wood - Tecoma fulva subsp. guarume (DC.) J.R.I.Wood - Tecoma fulva subsp. tanaeciiflora (Kraenzl.) J.R.I.Wood | Bolivia               |
|            | Tecoma nyassae Oliv.                                          | | Източна Африка        |
|            | Tecoma rosifolia Humboldt, Bonpland & Kunth                   | | Перу, Боливия         |
|            | Tecoma stans (L.) Juss. ex Kunth – Yellow trumpetbush         | - Tecoma stans var. stans - Tecoma stans var. sambucifolia - Tecoma stans var. velutina DC. | Americas              |
|            | Tecoma tenuiflora (DC.) Fabris                                | | Bolivia and Argentina |
|            | Tecoma weberbaueriana (Kränzlin) Melchior                     | | Peru, Ecuador         |

## Разпространение
За родно място на Текомарията се смята района на Нос Добра Надежда в Южна Африка, където има повече ендемични растителни видове (местни видове, които не се намират другаде) от което и да е място на света. От там то се е разпространило и култивирало в райони като Хавай и Централна Флорида.

## Отглеждане
Светлина: Най-добре се развива когато е напълно изложено на слънце, но понася и шарена сянка.
Влажност: Нуждае се от дренаж (оттичане). Желателно е да се полива с мека вода. Текомарията издържа и на суша, когато е в покой.
Студоустойчивост: издържа до -5 °C.
Размножаване: Чрез резници, по всяко време на годината, както и от семена. Друга успешна техника за размножаване е с привеждане на клонки (лиани).
Може да се отглежда като увивно растение (нуждае се от връзване), жив плет, храст или да се ползва като покритие по стръмни склонове или скални насипи. Изключително привлекателни са, когато се използват като каскадни растения по стени или в саксии. Може да се използва и за градинска арка.
Привлича колибри и авлиги, цъфти предимно през лятото. Нараства много бързо. Има няколко подобни американски храста от сорта Tecoma, които имат подобни цветове и се използват по подобен начин.